# REQUIEM FOR INNOCENCE
『REQUIEM FOR INNOCENCE』（レクイエム・フォー・イノセンス）はART-SCHOOLの1stアルバムである。2002年11月27日に東芝EMI（2012年現：EMIミュージック・ジャパン）から発売された。ソングライターの木下理樹は全曲に思い入れがあると語っている。ジャケット写真は、ニール・ヤングのアフター・ザ・ゴールド・ラッシュをモチーフしている。
ART-SCHOOLのフルアルバムの中で唯一サブスク配信がされて居なかったが2024年6月19日にサブスクが解禁された。ボーカルの木下理樹は解禁されるまでYouTubeの違法アップロードを聴いていたとライブのMCで打ち明けた。

## 収録曲
1. BOY MEETS GIRL
  - 曲名はレオス・カラックス監督の『ボーイ・ミーツ・ガール』より。歌詞について木下は「儚さみたいなものを表現しようとした。青春時代は、甘い幸せなものばかりじゃなく、暗い毎日が本当なんだよというのをやりたかった」と語っている[2]。
2. リグレット
3. DIVA
  - シングル「DIVA」より。木下は「勢いと儚さが同居していて好きな曲」と語っている[1]。デビュー・シングルに選んだ理由は「レパートリーの中で一番ポップだったから」とのこと[3]。PVでは木下が地下鉄を歩き、駅に立つ人々の願望が映像化されるという内容（撮影場所は筒石駅）。また曲名はジャン＝ジャック・ベネックス監督の『ディーバ』より取られている。
4. 車輪の下
  - 曲名はヘルマン・ヘッセ著『車輪の下』より。木下は「適度なオルタナ感とポップな感じが心地よく、詞がよく書けた。自分でも好きな曲」と語っている[1]。インディーズ時代木下はこの曲がポップ過ぎると感じたため、シングル「Miss world」にボーナス・トラックとして収録することにした。その後評判が良かったため再び録り直したという[2]。
5. メルトダウン
  - シングル「DIVA」のB面曲。
6. サッドマシーン
  - 木下は「青春の忘れられない時期の曲。重さと疾走感が気に入っている」と語っている[1]。PVでは櫻井が歯を抜かれ血塗れになる。監督による最初の編集内容があまりにも過激だった為、待ったがかかり編集し直された。
7. 欲望の翼
  - 曲名はウォン・カーウァイ監督の『欲望の翼』より。木下は「笑顔でいてほしい、包み込むような感じになればという感じで作った。マニック・ストリート・プリーチャーズのファースト・アルバムの音を参考にした」と語っている[2]。
8. アイリス
  - 曲名はイギリスの映画『アイリス』より。木下は「ニュー・ウェーブを意識した。昔付き合っていた人との楽しい日々を思い出して作った」と語っている[2]。
9. フラジャイル
  - 歌詞の「叫び声で目覚めた」は木下の実体験である[2]。この曲も「マニック・ストリート・プリチャーズのファースト・アルバムを参考にした」と語っている[2]。
10. foolish
  - 「シャーロットep」より。木下は「レコーディング前に母親が死んで、その経験が色濃く出ている」と語っている[2]。白黒のPVでは木下がある部屋で歌い、他のメンバーが車でやってきて部屋を目茶目茶に破壊する。
11. シャーロット
  - 「シャーロットep」より。「母親が亡くなったことで死の匂いや灰になることなどの感情が濃く反映されている」と語っている[1]。
12. 乾いた花
  - タイトルは篠田正浩監督の映画、『乾いた花』より。木下自身この曲はお気に入りであるがライブではあまりやらないと話している[2]。